# Temporada 1956-57 de los New York Knicks
La temporada 1956-57 fue la undécima de los New York Knicks en la NBA. La temporada regular acabó con 36 victorias y 36 derrotas, ocupando el cuarto puesto de la división, no clasificándose para los playoffs, a pesar de tener mejor balance de victorias que todos los equipos de la División Oeste.

## Elecciones en elDraft
| Ronda | Puesto | Jugador        | Posición | Nacionalidad   | Universidad          |
| ----- | ------ | -------------- | -------- | -------------- | -------------------- |
| 1     | 4      | Ronnie Shavlik | Alero    | Estados Unidos | North Carolina State |
| 2     | 11     | Gary Bergen    | Pívot    | Estados Unidos | Utah                 |
| --    | --     | Pat Dunn       | Base     | Estados Unidos | Utah State           |

## Temporada regular
| División Este           | División Este | División Este | División Este | División Este | División Este | División Este | División Este | División Este |
| Equipo                  | G             | P             | %             | PD            | Casa          | Fuera         | Neutral       | Div           |
| ----------------------- | ------------- | ------------- | ------------- | ------------- | ------------- | ------------- | ------------- | ------------- |
| x-Boston Celtics        | 44            | 28            | .611          | -             | 24-4          | 11-18         | 9-6           | 20-16         |
| x-Syracuse Nationals    | 38            | 34            | .528          | 6             | 23-9          | 9-15          | 6-10          | 20-16         |
| x-Philadelphia Warriors | 37            | 35            | .514          | 7             | 20-5          | 5–25          | 12-5          | 17-19         |
| New York Knicks         | 36            | 36            | .500          | 8             | 18-10         | 9-19          | 9-7           | 15-21         |

## Estadísticas
| Rk | Jugador           | Edad | P  | PT | MP   | TC  | TCI  | %TC  | 3P | 3PI | %3P | TL  | TLI | %TL   | RO | RD | RT   | AS  | RB | TAP | BP | FP  | PTS  |
| 1  | Carl Braun        | 28   | 72 |    | 32.2 | 5.5 | 14.8 | .372 |    |     |     | 4.4 | 5.3 | .838  |    |    | 3.6  | 4.1 |    |     |    | 3.0 | 15.4 |
| 1  | Harry Gallatin    | 29   | 72 |    | 27.0 | 4.6 | 11.3 | .406 |    |     |     | 5.8 | 7.2 | .800  |    |    | 10.1 | 1.2 |    |     |    | 2.8 | 15.0 |
| 2  | Kenny Sears       | 23   | 72 |    | 34.9 | 4.8 | 11.4 | .418 |    |     |     | 5.3 | 6.7 | .790  |    |    | 8.5  | 1.4 |    |     |    | 3.1 | 14.8 |
| 3  | Carl Braun        | 29   | 72 |    | 32.6 | 5.3 | 13.8 | .381 |    |     |     | 3.4 | 4.2 | .809  |    |    | 3.6  | 3.6 |    |     |    | 2.7 | 13.9 |
| 4  | Ray Felix         | 26   | 72 |    | 22.5 | 4.1 | 9.8  | .416 |    |     |     | 3.8 | 5.2 | .747  |    |    | 8.2  | 0.5 |    |     |    | 3.9 | 12.0 |
| 5  | Nathaniel Clifton | 34   | 71 |    | 31.4 | 4.3 | 11.5 | .377 |    |     |     | 2.1 | 3.1 | .673  |    |    | 7.8  | 2.3 |    |     |    | 3.4 | 10.7 |
| 6  | Willie Naulls     | 22   | 52 |    | 25.8 | 4.2 | 11.7 | .355 |    |     |     | 1.8 | 2.6 | .674  |    |    | 8.7  | 1.2 |    |     |    | 2.5 | 10.1 |
| 7  | Richie Guerin     | 24   | 72 |    | 24.9 | 3.6 | 9.7  | .368 |    |     |     | 2.5 | 4.1 | .620  |    |    | 4.6  | 2.5 |    |     |    | 2.6 | 9.7  |
| 8  | Slater Martin     | 31   | 13 |    | 32.8 | 2.5 | 7.4  | .344 |    |     |     | 3.4 | 4.1 | .830  |    |    | 3.2  | 3.0 |    |     |    | 2.2 | 8.5  |
| 9  | Ron Sobie         | 22   | 71 |    | 19.4 | 2.3 | 6.2  | .376 |    |     |     | 2.1 | 2.8 | .764  |    |    | 4.6  | 1.8 |    |     |    | 2.2 | 6.8  |
| 10 | Dick McGuire      | 31   | 72 |    | 16.5 | 1.9 | 5.1  | .383 |    |     |     | 1.5 | 2.3 | .644  |    |    | 2.0  | 3.1 |    |     |    | 1.4 | 5.3  |
| 11 | Phil Jordon       | 23   | 9  |    | 10.1 | 2.0 | 5.4  | .367 |    |     |     | 0.9 | 1.3 | .667  |    |    | 3.8  | 0.2 |    |     |    | 1.7 | 4.9  |
| 12 | Jim Baechtold     | 29   | 45 |    | 10.3 | 1.7 | 4.4  | .381 |    |     |     | 1.5 | 2.0 | .750  |    |    | 1.8  | 0.7 |    |     |    | 0.9 | 4.8  |
| 13 | Ron Shavlik       | 23   | 7  |    | 10.3 | 0.6 | 3.1  | .182 |    |     |     | 0.3 | 0.7 | .400  |    |    | 3.1  | 0.0 |    |     |    | 1.7 | 1.4  |
| 14 | Gary Bergen       | 24   | 6  |    | 6.7  | 0.5 | 1.8  | .273 |    |     |     | 0.3 | 0.3 | 1.000 |    |    | 1.3  | 0.2 |    |     |    | 0.7 | 1.3  |